# 石橋謙一
石橋 謙一（いしばし けんいち、1947年12月22日 - 1996年）は、日本のイラストレーター。
福岡県北九州市若松区出身。九州産業大学芸術学部グラフィックデザイン科卒業後、凸版印刷を経て、野口佐武郎に師事。フリーのイラストレーターになる。甥は小説家の伯方雪日。
プラモデルのボックスアーティストとしてデビューしたのは1976年。以後は、プラモデルメーカー各社のボックスアート、航空関係の雑誌で活躍。
1996年、49歳で急死。代表作は、『機動戦士ガンダム MSV（モビルスーツバリエーション）シリーズ』『戦闘メカ ザブングル』他。

## 作品集
- 石橋謙一イラスト集 (1) メタルハート (バンダイ) [1988/08] ISBN 4891893540
- 石橋謙一イラスト集 (2) メタルウイング (バンダイ) [1988/11] ISBN 4891893656
- スーパー・イラスト ー飛行機／自動車・細密画作品集ー (日貿出版社) [1994/01] ISBN 4817037725